# Jans Cats Prijs

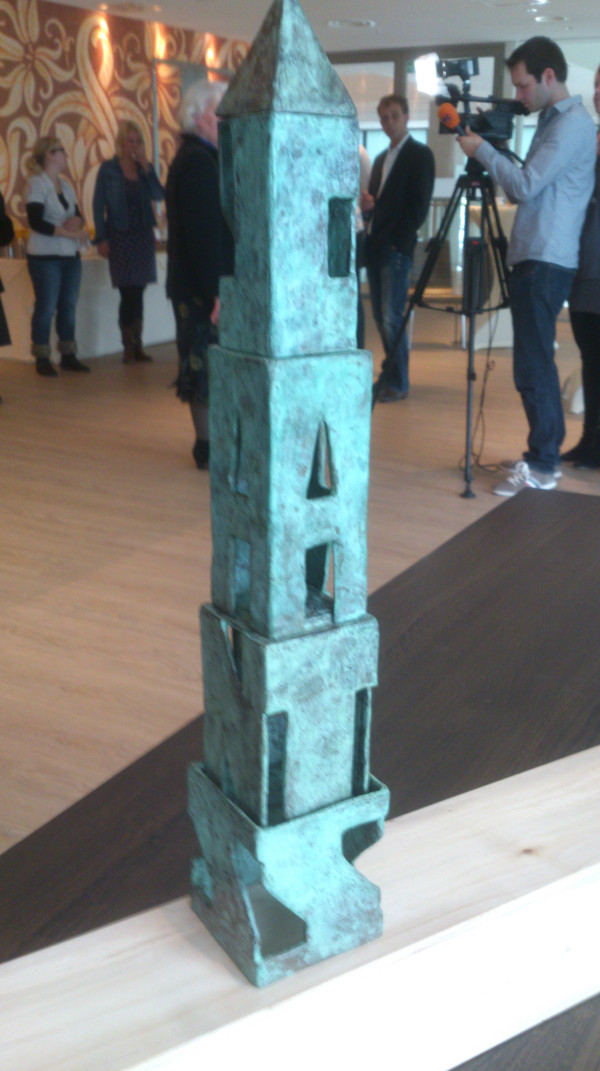
Jans Cats Prijs verticaal opgesteld uitreiking 2011

De Jans Cats Prijs is een tweejaarlijkse waarderingsprijs die wordt uitgereikt aan een persoon, instelling of bedrijf die zich bijzonder verdienstelijk heeft gemaakt voor de stad Groningen en vooral de binnenstad. De Jans Cats Prijs is ingesteld op initiatief van de Groningen City Club en is ondergebracht in een stichting. De prijs is ingesteld in 2007 en bedoeld om de binnenstad van Groningen onder de aandacht te brengen.
De prijs is vernoemd naar Jans Cats (23 december 1948 - 16 april 2005). die vele jaren lang beleidsambtenaar was van de gemeente Groningen en zich bijzonder verdienstelijk heeft gemaakt voor de binnenstad. Hij was senior beleidsambtenaar bij de gemeente Groningen en een belangrijke schakel tussen de ondernemers in de stad en het gemeentebestuur. Na het overlijden van Cats werd op initiatief van Theo Venema, de toenmalige voorzitter van de Groningen City Club, de organisatie van de binnenstadondernemers van Groningen, de Jans Cats Prijs ingesteld. Daartoe werd op 20 april 2007 de Stichting Jans Cats Prijs opgericht onder voorzitterschap van George Groote, oud-collega van Jans Cats.

## Vormgeving
De prijs bestaat uit een bronzen plastiek gemaakt door de Groningse kunstenaar Albert Geertjes. Vier lettervormige bronzen huisjes vormen in verschillende opstellingen: een straatje, een gebouw, een toren. Samen kunnen ze de woorden JANS CATS PRIJS 20XX vormen. Elk afzonderlijk beeldje is ongeveer 15 cm hoog.

## Uitreikingen

### 2020
Paul Papo en Anrico Maat

### 2019
Joost van Keulen, oud-wethouder, voor zijn verdiensten voor de Groninger binnenstad.

### 2017
Andreas Blühm, directeur van het Groninger Museum omdat: “Het bestuur is van mening dat het Groninger Museum een zeer waardevolle bijdrage levert aan het culturele en economische klimaat in de stad Groningen en specifiek de binnenstad van Groningen".

### 2015
De Stichting Winter Welvaart Groningen werd in 2015 unaniem door de Stichting Jans Cats Prijs aangewezen als prijswinnaar. Winter Welvaart is een historisch maritiem evenement in de stad Groningen waarbij aan de kades van de Hoge der A, de Lage der A en de Kleine der A historische schepen liggen aangemeerd en er allerlei gezellige activiteiten op de kades worden georganiseerd. Dit evenement kan worden beschouwd als een groeier want de belangstelling van het publiek wordt steeds groter. In 2015 hebben meer dan 25.000 bezoekers het evenement bezocht.  De prijs werd op 18 december 2015 uitgereikt door wethouder Joost van Keulen en vond plaats in het Noordelijk Scheepvaart Museum.

### 2013
In 2013 werd de prijs uitgereikt aan de Koninklijke Vereniging Volksvermaken Groningen. Deze vereniging organiseert een aantal grootschalige evenementen w.o. de Intocht van Sinterklaas en de viering van het Gronings Ontzet (28 augustus). De Koninklijke Vereniging Volksvermaken Groningen is een bijzonder actieve en traditionele organisatie die een aantal festiviteiten in de stad Groningen in eer houdt.

### 2011
De Jans Cats Prijs 2011 is uitgereikt aan Grietje Pasma, directeur van het topsportmarketingbureau Topsport Noord Nederland. Grietje Pasma is met haar bureau Topsport Noord Nederland organisator van de 4 Mijl van Groningen, Streetball Groningen, de Nacht van Groningen, GasTerra Ladies Run, Bommen Berendloop en de Plantsoenloop. De Jans Cats Prijs wordt verleend aan Grietje Pasma voor haar verdienste voor de binnenstad met de organisatie van onder meer de 4 Mijl en andere topsportevenementen, waarvan onlangs is aangetoond dat de economische effecten op de binnenstad groot zijn. Het bureau Topsport Noord Nederland bestaat dit jaar 20 jaar.

### 2009
De Jans Cats Prijs 2009 toegekend aan Peter Smidt en Peter Sikkema van Eurosonic-Noorderslag.
Peter Smidt, creatief directeur en Peter Sikkema, manager festival en hoofd productie, zijn de grote gangmakers van Eurosonic-Noorderslag. Dankzij hun inzet heeft de stad Groningen een prachtig internationaal evenement dat een enorm effect heeft op onder meer de naamsbekendheid en economie van de binnenstad van Groningen.

### 2007
De Jans Cats Prijs 2007 is uitgereikt aan de Stichting Martinikerk. De stichting Martinikerk Groningen ontving de prijs omdat de kerk al 800 jaar een centrumfunctie in de stad vervult en het bestuur van de SMG erin geslaagd is om de kerk om te toveren tot een multifunctioneel ontmoetingscentrum.